# Carlos Augusto Caro
Carlos Augusto Caro (Salta, 10 de junio de 1915-Buenos Aires, 7 de julio de 1989) fue un militar argentino de alto grado que se desempeñó como subsecretario de Guerra bajo la presidencia de José María Guido.

## Biografía
Nació en Salta el 10 de junio de 1915. Egresó del Colegio Militar como subteniente de caballería con la promoción 63. La misma promoción de Julio Rodolfo Alsogaray y Adolfo Cándido López.
En 1962 fue director del Centro de Instrucción de Caballería. Con posteridad, entre abril y agosto de 1962 fue comandante de la poderosa 1.ª División de Caballería Blindada con asiento en Campo de Mayo. En 1962 durante la guerra entre los Azules y Colorados el general Caro se plegó al bando "azul" bajo la figura del general de brigada Juan Carlos Onganía.
El 18 de agosto de 1962, ya ascendido a general de brigada, fue nombrado subsecretario de Guerra por el presidente de facto José María Guido. Renunció al cargo el 20 de septiembre de 1962 y fue sucedido por el general de brigada Julio Rodolfo Alsogaray. En las renovaciones de comandantes tomadas por el presidente José María Guido, fue nombrado comandante del Cuarto Cuerpo de Ejército con asiento en Córdoba el 25 de septiembre del mismo año.
Su relevo del II Cuerpo por el comandante en jefe, teniente general Pascual Pistarini, provocó una reacción del secretario de Guerra, general de brigada Eduardo Rómulo Castro Sánchez (legalista), quien por su parte terminó presentando su renuncia.
Se opuso al golpe de Estado del 28 de junio de 1966, y apoyó al presidente constitucional Arturo Umberto Illia, quien terminó derrocado. El 9 de agosto de ese mismo año, Juan Carlos Onganía lo separó de la fuerza y puso en prisión.
Falleció en Buenos Aires el 8 de junio de 1989, a la edad de 73 años.
El 4 de septiembre de 2017, Mauricio Macri promovió al fallecido Caro al rango de teniente general (post mortem) con fecha 3 de marzo de 1966.